# Waldo Albarracín

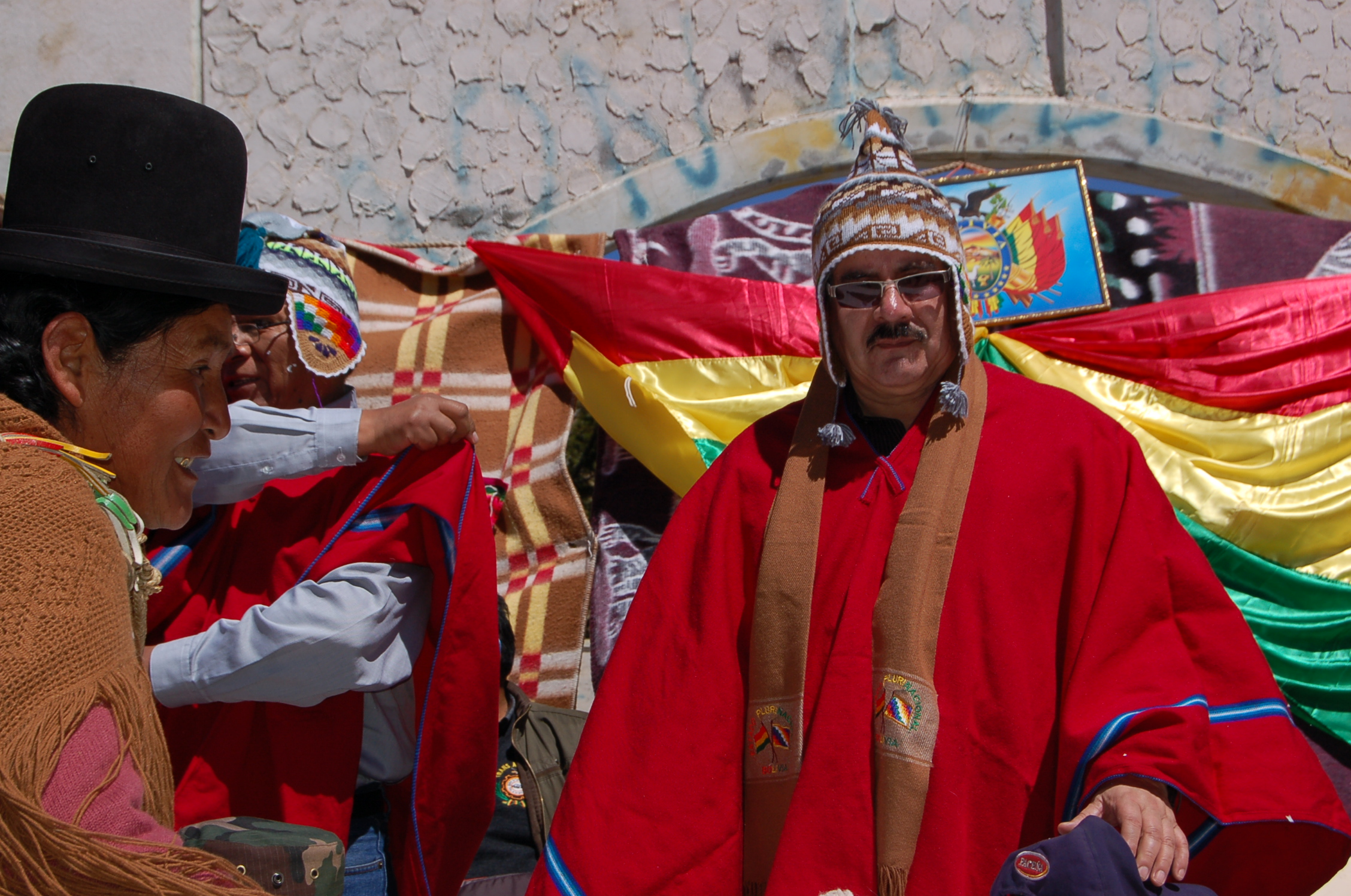
Waldo Albarracín (2018)

Waldo Albarracín Sánchez (* 1957 in La Paz) ist ein bolivianischer Bürgerrechtler, der weltweit bekannt wurde, als er im Jahr 1998 den Menschenrechtspreis von Amnesty International erhielt, der alle zwei Jahre von der deutschen Sektion von Amnesty International verliehen wird.
Der Rechtsanwalt und Dozent Waldo Albarracín war zu diesem Zeitpunkt Vorsitzender der „Menschenrechtsvereinigung Boliviens“ (APDHB), einer Organisation, die sich seit mehr als zwanzig Jahren für die Wahrung der Bürgerrechte und Menschenrechte in Bolivien eingesetzt hatte.
Im Januar 1997 war Waldo Albarracín von Polizisten entführt worden, die ihn an einen unbekannten Ort brachten, folterten, schlugen und schließlich mit ernsten Verletzungen auf dem Gelände der Gerichtspolizei PTJ in La Paz zurückließen.
Als im Jahr 1999 Anklage gegen zwei der beteiligten Polizisten erhoben werden sollte, gingen nach Auskunft von Amnesty International zur gleichen Zeit telefonische Morddrohungen bei der Familie des Dozenten ein, die sich auch in den Folgejahren wiederholten.
Waldo Albarracín war von 1992 bis 2003 Präsident des APDHB und übt von 2003 bis 2008 in seinem Heimatland die Funktion eines Ombudsmannes (Defensor del Pueblo de Bolivia) aus.
Er war Mitglied internationaler lateinamerikanischer Juristenvereinigungen und hatte dabei teilweise leitende Funktionen inne. Albarracín unterrichtete als Hochschullehrer an zahlreichen bolivianischen Universitäten. Seit 2013 ist er in Rektor der Universidad Mayor de San Andrés, 2016 wurde er für eine zweite Amtszeit wiedergewählt.
Nach Unregelmäßigkeiten bei der Stimmauszählung zur Präsidentschaftswahl 2019 formierte sich in Bolivien eine Protestbewegung aus verschiedenen Parteien und Vertretern der Zivilgesellschaft. Albarracín führte dabei die Gruppe Comité Nacional de Defensa de la Democracia de Bolivia (Komitee zur Verteidigung der Demokratie) an, die die Schaffung eines neuen obersten Wahlgerichts zur Organisation unparteiischer Wahlen forderte. Am 21. Oktober 2019 wurde Albarracín bei Protesten durch Tränengas und einen Schlag auf den Kopf verletzt. In der Nacht zum 11. November 2019 wurden im Zuge von Ausschreitungen durch Anhänger des zurückgetretenen Präsidenten Evo Morales das Haus von Waldo Albarracín geplündert und anschließend in Brand gesteckt.